# James Chester
James Grant Chester (Warrington, Cheshire, Inglaterra, 23 de enero de 1989) es un exfutbolista británico que jugaba de defensa.

## Selección nacional
Fue internacional con la selección de Gales en 35 ocasiones y formó parte del equipo que alcanzó las semifinales de la Eurocopa 2016.

### Participaciones en Eurocopas
| Copa          | Sede    | Resultado   | Partidos | Goles |
| ------------- | ------- | ----------- | -------- | ----- |
| Eurocopa 2016 | Francia | Semifinales | 6        | 0     |

## Clubes
| Club                               | País       | Año       |
| ---------------------------------- | ---------- | --------- |
| Manchester United F. C.            | Inglaterra | 2009-2010 |
| Peterborough United F. C. (cedido) | Inglaterra | 2009      |
| Plymouth Argyle F. C. (cedido)     | Inglaterra | 2009      |
| Carlisle United F. C. (cedido)     | Inglaterra | 2010      |
| Hull City A. F. C.                 | Inglaterra | 2011-2015 |
| West Bromwich Albion F. C.         | Inglaterra | 2015-2016 |
| Aston Villa F. C.                  | Inglaterra | 2016-2020 |
| Stoke City F. C. (cedido)          | Inglaterra | 2020      |
| Stoke City F. C.                   | Inglaterra | 2020-2022 |
| Derby County F. C.                 | Inglaterra | 2022-2023 |
| Barrow A. F. C.                    | Inglaterra | 2023-2024 |
| Salford City F. C.                 | Inglaterra | 2024-2025 |